# Strážce tajemství
Strážce tajemství je nezávislý komediální drama film z roku 2001 s Evan Rachel Woodovou v hlavní roli. Premiéru měl v říjnu 2001 na Heartland Film Festivalu a do kin byl vržen 23. srpna 2002.

## Děj
Čtrnáctiletá nadaná houslistka Emily Lindstromová odjíždí na letní soustředění, kde se má připravit na vystoupení s prestižním sanfranciským orchestrem. Dělá však i něco jiného - je Strážcem tajemství, která jí svěřují ostatní děti za 50 centů pod slibem, že je nikomu neprozradí. I ona sama jedno má - týká se Davida a jeho mladšího bratra Philipa ze sousedství. Jenže existuje tajemství, o němž se Emily raději nikdy neměla dovědět, protože ji přivede k poznání, že za všechno se musí platit - a zdaleka ne jen penězi.

## Obsazení
| Evan Rachel Woodová | Emily Lindstromová    |
| Michael Angarano    | Philip                |
| David Gallagher     | David                 |
| Vivica A. Foxová    | Pauline               |
| Jan Gardnerová      | Caroline Lindstromová |
| Rick Macy           | Eddie                 |
| Paul Kiernan        | Don                   |
| Tayva Patchová      | Elaine                |